# فارس كرم
فارس كرم (25 يونيو 1973) - مغني لبناني.

## حياته ومشواره الفني
وُلد عام 1973 بقرية جزين في جنوب لبنان، اتجه للغناء منذ صغره، وكانت انطلاقته الفنية الأولى عام 1996، وبعدها أطلق فارس كرم عديداً من الألبومات التي لاقت رواجاً واسعاً.

### حياته الأسرية
في مايو 2020 أعلن زواجه من هبة عزيز  وفي يوليو 2021 رزق بمولودته الأولى "مريم"
 وبعدها بابن اسماه كرم في أكتوبر 2023 أعلن انفصاله عنها بسبب رفضها إنجاب المزيد من الأبناء

## مهرجانات
- شارك العديد من المهرجانات و منها:
- مهرجان قرطاج تونس
- مهرجان موازيين المغرب
- ليالي فبراير الكويت
- سوق واقف قطر
- مهرجان جرش الأردن
- مهرجان الفحيص الأردن
- المحبة و السلام سوريا
- مهرجان في لبنان
- مهرجان في لندن
- مهرجان في أستراليا.
- مهرجانات طابا بمصر

## الجوائز
حصل فارس كرم على الميدالية الذهبية من استديو الفن عن فئة الغناء الشعبي.

## آرائه الشخصية
أحيا فارس كرم حفلة خلال مهرجان صيدنايا السياحي في دورته الثانية في‌ أغسطس 2019، وقام يؤدي بأغنيات تمجد رئيس السوري بشار الأسد، وصرّح في أغنيته دعمه له وللجيش السوري.

## أهم أغانيه
- التنورة
- بلا حب وبلا بطيخ
- الغربة
- نسونجي
- ختيار ع العكازة
- شفتا بشارع الحمرا
- طالع لجدك منزوع
- بيت بيوت
- فوق المتر وسبعين
- مشكل بالحي
- فوق المتر وسبعين
- عاجبني
- عم دور ع عروس
- وصلو العرسان
- لاركب حدك بالميتور
- يقبرني
- وينو
- ميلي ميل
- العاصمة
- الحمدلله
- وادي الأسود
- ريتني تنبك معسل
- بخاطرك
- تفركش بخيالو
- سكر نبات
- العصفورية
- وادي الأسود
- جاي و رايح
- دادي
- دخيلو
- ع باب الطيارة وقفت
- شلون
- ع العين موليتين
- جانن
- قلتلك عشقان
- عالطيب
- لولاك يا لبنان
- بدنا نولعها
- حبك برم
- ليله بدنا نولعا

## ألبومات

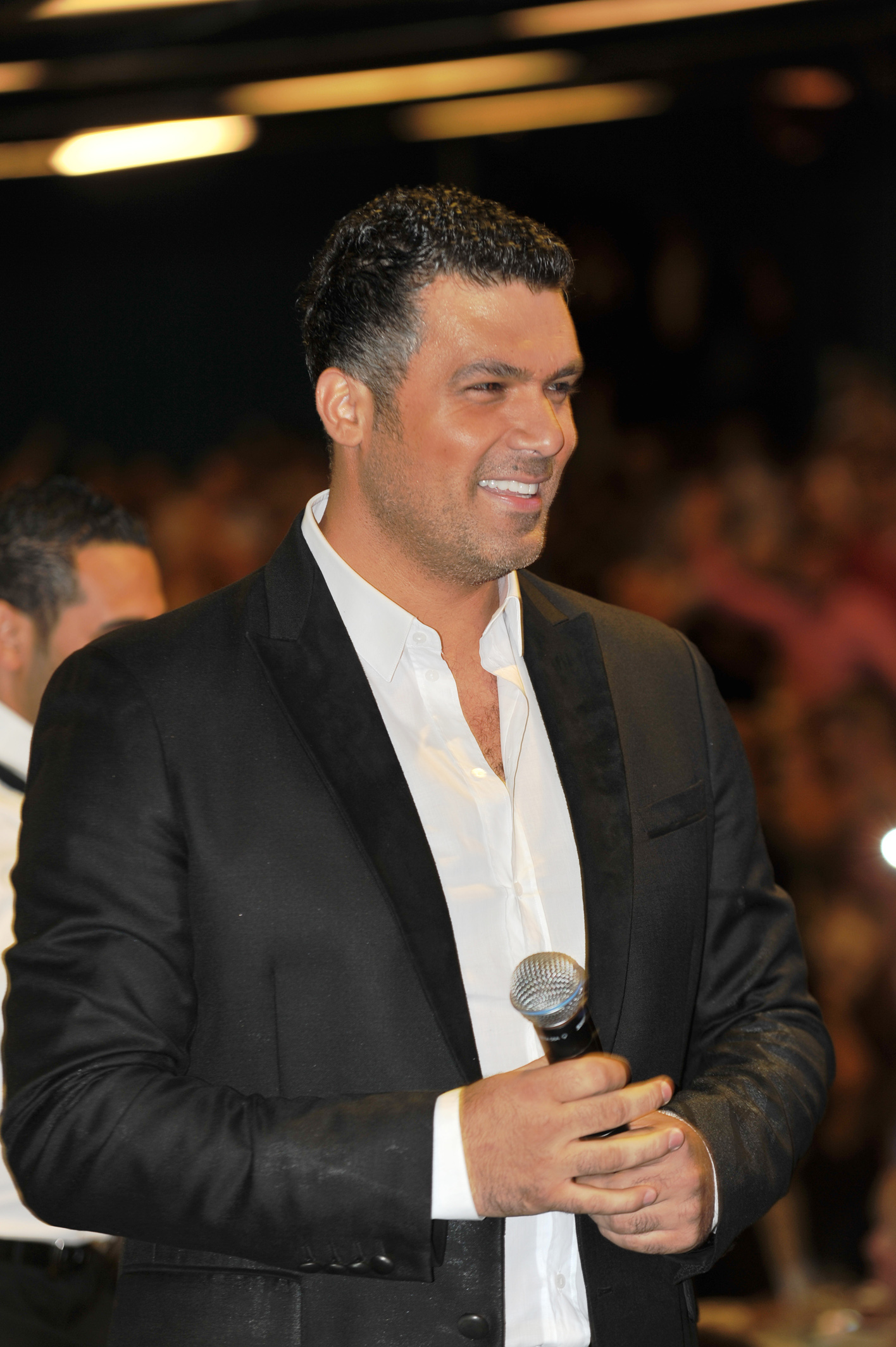
احتفالية اهدن-لبنان - 20 أغسطس/آب 2012.

| العام        | الألبوم | المنتج                  |
| ------------ | ------- | ----------------------- |
| شلون         | 1998    | ميوزيك بوكس انترناشونال |
| جانن         | 2002    | روتانا                  |
| اكتر من روحى | 2003    | روتانا                  |
| دخيلو        | 2004    | روتانا                  |
| وعدني        | 2005    | روتانا                  |
| يقبرني       | 2007    | روتانا                  |
| نسونجي       | 2007    | روتانا                  |
| الحمد لله    | 2010    | روتانا                  |
| العاصمة      | 2013    | روتانا                  |
| 44:36        | 2018    | روتانا                  |

## فيديو كليبات
| الأغنية             | المخرج         | المنتج       |
| ------------------- | -------------- | ------------ |
| بقعد من دون شمس ومي | سيمون أسمر     | ميوزيك بوكس  |
| شلون                | مروان بركات    | ميوزيك بوكس  |
| الطير اللي طاير     | مروان بركات    | ميوزيك بوكس  |
| صليني               | وليد ناصيف     | art الموسيقى |
| مهضومة              | سعيد الماروق   | art الموسيقى |
| قولي لأبوكي         | سليم الترك     | روتانا       |
| الله وكيلك          | سليم الترك     | روتانا       |
| دخيلو               | طوني قهوجي     | روتانا       |
| التنورة             | وليد ناصيف     | روتانا       |
| شفتا بشارع الحمرا   | وليد ناصيف     | روتانا       |
| ختيار عالعكازة      | وليد ناصيف     | روتانا       |
| ريتني               | فادي حداد      | روتانا       |
| الغربة              | فادي حداد      | روتانا       |
| نسونجي              | إميل سليلاتي   | روتانا       |
| لأمشيلك حافي        | سعيد الماروق   | روتانا       |
| عالطيب              | جو بو عيد      | روتانا       |
| بلا حب بلا بطيخ     | إدوارد بشعلاني | روتانا       |
| منمنم               | حسن غدار       | روتانا       |
| بدنا نولعها         | حسن غدار       | روتانا       |
| سمع                 | حسن غدار       | روتانا       |
| ع موعدنا ولا شو     | جو بو عيد      | روتانا       |
| قمرجي               | حسن غدار       | روتانا       |
| هلا هلا يا دني      | سام كيال       | روتانا       |
| يسقط كل حدا سافل    | جاد شويري      | روتانا       |

## مرضه
في سبتمبر 2012 تعرض فارس كرم لوعكة صحية بسبب تصلب الشرايين، وأجرى عملية قسطرة القلب على إثرها 
و تعافى.